# Souffian El Karouani
Souffian El Karouani (en árabe: سفيان الكرواني‎; Bolduque, Países Bajos, 19 de octubre de 2000) es un futbolista marroquí. Juega de defensa y su equipo es el F. C. Utrecht de la Eredivisie. Es internacional absoluto por la selección de Marruecos desde 2021.

## Trayectoria
Terminó su formación como juvenil en el NEC Nimega y fue promovido al primer equipo en la temporada 2019-20. Debutó en la Eerste Divisie el 9 de agosto de 2019 en la derrota por 1-2 ante el FC Eindhoven.
En abril de 2023 se anunció su fichaje por el F. C. Utrecht para la siguiente temporada. Llegó libre y firmó un contrato por tres años.

## Selección nacional
Nacido en los Países Bajos, es descendiente marroquí. Debutó con la selección de Marruecos el 9 de octubre de 2021 en la victoria por 3-0 sobre Guinea-Bisáu por la clasificación para la Copa Mundial de Fútbol de 2022.

### Participaciones en Copa Africana de Naciones
| Copa                           | Sede    | Resultado        |
| ------------------------------ | ------- | ---------------- |
| Copa Africana de Naciones 2021 | Camerún | Cuartos de final |

## Clubes
| Club          | País         | Año           |
| ------------- | ------------ | ------------- |
| NEC Nimega    | Países Bajos | 2019-2023     |
| F. C. Utrecht | Países Bajos | 2023-presente |